# Propulsion laser
 (août 2014).
Si vous disposez d'ouvrages ou d'articles de référence ou si vous connaissez des sites web de qualité traitant du thème abordé ici, merci de compléter l'article en donnant les références utiles à sa vérifiabilité et en les liant à la section « Notes et références ».
 (novembre 2009).
Ne doit pas être confondu avec voile solaire.
La propulsion par laser est un type de propulsion spatiale étudié depuis les années 1970, dans laquelle l'énergie est fournie au véhicule spatial par un laser de forte puissance depuis la Terre ou l'espace. Les travaux sur ce mode de propulsion se sont développés en particulier dans le cadre du projet américain de la guerre des étoiles. Cette technologie est aujourd’hui envisagée dans la propulsion de microsatellites (comme le Lightcraft) et de sondes interstellaires miniatures (Breakthrough Starshot) dans le but de réduire drastiquement le coût de leur mise en orbite.

## Historique

### Les précurseurs
L’idée de la propulsion par laser pour le transport spatial (ou encore LP [Laser Propulsion] dans la littérature internationale) remonte à 1972. Arthur Kantrowitz, du laboratoire de recherche Avco-Everett, en est à l'origine : il imagine un véhicule sans propulseur ni combustible, dont l’énergie nécessaire pour la propulsion est transmise par un laser pulsé de forte puissance depuis un site éloigné (observatoire terrestre, satellite en orbite, etc.). Le laser irradie l’arrière de l’engin, créant ainsi un plasma à haute densité qui est ensuite utilisé pour la propulsion. Un miroir parabolique concave, placé à l’arrière, concentre l’énergie du laser dans une chambre de combustion. Celle-ci est remplie avec de l’air utilisé comme ergol qui, sous l’action du laser, se transforme en plasma et se détend à une vitesse supersonique (de l’ordre de 10 à 20 km/s). La pression à l’intérieur du plasma atteint une dizaine d’atmosphères et des ondes de choc se forment. En l’absence d’air, le laser peut être focalisé sur un combustible solide. Dans ce cas, la propulsion est assurée par l’éjection de matière par ablation laser. L'objectif est de réduire le coût de la charge utile à une centaine d’euros par kilogramme injecté.

### De 1975 à 1980
Cette période a connu les recherches les plus intensives en matière de propulsion par laser. Toutefois, les expérimentations étaient limitées par la puissance des lasers de l’époque.
Les chercheurs (tels que A. Pirri de Physical Sciences Inc. PSI) ont d'abord cherché à obtenir les paramètres de contrôle de ces moteurs propulsés par laser. Pour cela, ils ont travaillé sur un système simple qui consiste à envoyer le faisceau laser (en mode continu) directement dans la tuyère. Ainsi, ils ont fait apparaître les premières corrélations entre l’impulsion spécifique et le coefficient de couplage, qui est le rapport entre l’énergie cinétique du véhicule et l’énergie transmise par le laser. Ils ont aussi mis en évidence l’importance de la stabilité de la zone d’absorption dans la chambre de combustion.
La recherche était aussi divisée sur le type de laser à utiliser : continu ou pulsé.
En continu, les études portaient sur les ondes plasma créées par les lasers (ondes de combustion ou ondes de détonation selon le niveau d’énergie). En particulier, l’idée était de placer le laser à bord du véhicule et de focaliser l’énergie sur l’air en vol atmosphérique et sur de l’hydrogène gazeux hors atmosphère.
En pulsé, la recherche portait sur l’ablation d’une cible solide : le transfert d’énergie à la cible se fait via un plasma opaque induit par laser en quelques nanosecondes. Si la cible est placée dans l’air, le plasma se crée plus rapidement grâce à l’apport d’électrons de la surface de la cible. Le problème était que la durée de la pulsation des lasers de l’époque était supérieure au temps nécessaire à la formation du plasma. Par conséquent, les résultats étaient identiques à ceux des lasers continus. L’ablation laser a donc été abandonnée pendant un certain temps, faute d’avoir des lasers pulsés performants.
À la fin des années 1970, les budgets concernant la propulsion laser ont été largement amputés au profit de la navette spatiale (STS).

### De 1986 à 1990
Après une pause de six ans des recherches, un groupe de travail fut organisé en 1986 au Lawrence Livermore National Laboratory (LLNL) dans le cadre du SDIO (Strategic Defense Initiative Organization) avec la participation des industriels du secteur spatial (dont Lockheed Martin) et les laboratoires qui avaient mené les expériences sur la propulsion laser. Le but était de faire un point sur l’avancée des technologies à la suite du lancement du programme de Guerre des étoiles, le SDI. En particulier, l’idée était de savoir si le matériel envisagé à l’époque (lasers gigawatt, optique adaptative, etc.) était suffisant pour développer un propulseur avec une Impulsion spécifique (Isp) de 800 s et un rendement de poussée supérieur à 40 % capable d’emporter des charges utiles entre 20 et 100 kg. Après deux ans de réflexion, il s’avéra qu’il était encore trop tôt pour développer un tel système à court terme.
Entre-temps, l’ablation laser avait connu un regain d’intérêt avec l’apparition des lasers pulsés microsecondes et femtosecondes. Ils ont permis de découpler l’action directe du laser de la formation du plasma. Les résultats obtenus laissèrent entrevoir un gain de performance largement amélioré par rapport à la détonation dans l’air.
Mais à nouveau, en 1990, avec l'effilochement du programme SDI, les crédits furent coupés et les chercheurs retournèrent à leurs laboratoires.

### De 1995 jusqu’à nos jours
En 1995, les études sur le Lightcraft, le premier prototype de véhicule propulsé par laser, prirent de l'ampleur. Ce prototype alla au-delà des espérances, en réalisant non seulement un vol filoguidé en étant capable d’une autonomie totale, grâce à sa stabilité sur le laser. Il battit des records d’altitude (plus de 70 m) et attira l’attention des médias et des scientifiques sur ce genre de propulsion, entamant le renouveau de la propulsion laser.

## La théorie

### La propulsion laser par ablation
De nombreuses études sont menées en laboratoire pour comprendre les phénomènes mis en jeu dans ce type de propulsion. Les interactions laser-gaz sont déjà mal maîtrisées et la présence d'un solide dans la chaîne de phénomènes ajoute davantage de complexité.
La séquence est la suivante : la lumière est absorbée par les électrons libres grâce au rayonnement continu de freinage inverse. Ces électrons accélèrent et ionisent par impact les atomes voisins. Il s’ensuit que le nombre d’électrons augmente de façon exponentielle à l’intérieur de la cible. L’équilibre de la matière ainsi rompu provoque l’éjection supersonique de particules hautement ionisées.
Seuil d’irradiation
La principale difficulté de l’ablation est le seuil d’irradiation : en effet, pour un atome d’azote, il faut 120 photons pour extraire un électron, soit un seuil d’irradiation de 1 012 W/cm2. Pour aller loin, il faut donc avoir un seuil d’irradiation le plus bas possible. Abaisser ce seuil est très difficile avec des combustibles liquides ou gazeux. Certes, les expériences montrent que la présence de surfaces solides réduit considérablement le seuil d’irradiation de l’air. Mais, dans ce cas, il faut avoir un matériau susceptible de résister à l'importante température atteinte par le plasma (au minimum 10 000 K). L’idée est donc de venir directement ablater le matériau solide qui a un seuil d’irradiation beaucoup plus faible (1000 fois moins que pour les gaz) : la portée du véhicule peut être alors augmentée d'un facteur 100.
Interactions laser-atmosphère
Une autre difficulté vient de l’interaction entre le rayon laser et les couches atmosphériques entre le sol et le véhicule. Le seuil « d’allumage plasma » de l’air est de 3 × 109 W/cm2 ; or, les lasers susceptibles d’être utilisés auront une puissance de l’ordre du gigawatt. Afin d'éviter la formation de plasma dans l’atmosphère le long de la trajectoire (à la fois pour des problèmes d’environnement et d’efficacité de la propagation du rayon laser, le plasma réfléchissant la lumière), il faut que le combustible ablaté ait le seuil d’irradiation le plus bas possible.

## Les concepts

### Breakthrough Starshot
Le projet Breakthrough Starshot, lancé en 2016 par Stephen Hawking, Mark Zuckerberg et Iouri Milner, a pour ambition de lancer plusieurs centaines de sondes interplanétaires de 1 gramme environ, propulsées par un ensemble de lasers d'une puissance totale de 100 gigawatts, jusqu'à une vitesse de 20 % de la célérité de la lumière. Cela permettrait de rejoindre Proxima Centauri b, en 20 ans.

### Le Lightcraft
Les initiateurs de ce projet ont construit un plan d’étude complet qui va de la mise au point en laboratoire des technologies primaires nécessaires à la propulsion laser de l’engin jusqu’aux concepts futuristes de gros-porteur spatial et des « Autoroutes de Lumière » : cela a justifié l'intérêt de l’US Air Force et de la NASA.

#### Les objectifs
Les applications visées à moyen terme par l’Air Force Research Laboratory et LTI avec le Lightcraft sont le lancement de micro-satellites destinés principalement à l’observation de la Terre. L’idée est d’intégrer le moteur à propulsion laser (combinaison mi-aérobie, mi-fusée) dans le satellite ; ainsi, la structure aérodynamique avant du véhicule sert de surface de compression pour l’entrée d’air et l’arrière du véhicule, en forme de miroir parabolique, permet à la fois de focaliser le rayon laser et de détendre l’air surchauffé transformé en plasma. La chambre de combustion proprement dite est constituée par la structure annulaire (cf. schéma ci-contre). Le véhicule, à échelle 1, a un diamètre de focale de 1 m et pèse 2 kg (1 kg à vide et 1 kg de combustible, soit une fraction massique de 0,5). L’énergie est apportée par un rayon laser infrarouge de l'ordre du mégawatt situé sur Terre. Il fonctionne en mode aérobie (en PDE) jusqu’à Mach 5 (soit une altitude de 30 km) puis passe en mode fusée. Une fois en orbite, le Lightcraft utilise son réflecteur de 1 m de diamètre pour différents objectifs selon la mission : étude de la Terre (avec une résolution envisagée de 8 à 15 cm), système GPS, télescope astronomique, télécommunications, livraison de composants de secours (ISS ou Shuttle), surveillance. Un tel système apparaît aux yeux des concepteurs comme simple, fiable, sûr et écologique. Les tirs peuvent se faire selon tous azimuts et jusqu’à 1 000 véhicules par an peuvent être lancés. Le coût d’un lancement est estimé à 46 000 dollars (avec une production de masse à grande échelle) au lieu de 38 millions de dollars pour un lancement classique sur fusée Pégasus.
Le programme LTD a été lancé en 1996 afin de maîtriser cette technologie ; il comprend 5 phases, dont 3 sont déjà réalisées :
- Phase I, Lightcraft Concept Demonstration : démonstration de la validité du concept. Elle s’est achevée en 1998.
- Phase II, Lightcraft Vertical Launches to Extreme Altitudes : en cours et d’une durée de 5 ans. But : faire voler un Lightcraft jusqu’à 30 km d’altitude avec un laser CO2 de 100 kW.
- Phase III, Lightcraft Dual Mode Vehicle : durée de 2 ans ; lancer en orbite un Lightcraft.

#### Validation du concept
Cette phase a permis de mesurer avec des expériences « simples », l’impulsion du système (à l’aide de pendules), la poussée et la propagation du rayon. Un système électronique de pointage et de suivi a ensuite été développé et testé lors de vols guidés par un fil horizontal. Des tests en soufflerie à faible Mach ont été aussi effectués pour étudier l’écoulement de l’air.

#### Structure du démonstrateur
Deux pays ont conçu des démonstrateurs : les États-Unis (à l’origine du projet) et l’Allemagne. Loin de se concurrencer, les deux projets sont complémentaires de par leur nature géométrique différente et la nature des essais menés : les Américains, disposant des autorisations nécessaires aux essais en air libre, ont pu travailler sur la stabilité du système sans guidage par fil. Les Allemands, contraints de limiter leurs expériences à un laboratoire, ont davantage travaillé sur l’étude de la focalisation à l’intérieur du véhicule (plus simple à analyser avec la forme en paraboloïde).
Le modèle no 200, auteur des records d’altitude, a connu le plus d’améliorations aussi bien dans le design que le réglage du laser, du télescope et des procédures de lancement. Tout d’abord, sa forme a été conçue pour lui permettre d’être « auto-stable » sur le rayon laser : tout écart par rapport à l’axe du rayon le ramène vers le centre. Ensuite, du combustible a été introduit à bord pour les raisons suivantes : d’une part, le coefficient de couplage théorique du Lightcraft (qui traduit le taux de conversion d’énergie émise en énergie cinétique) ne pouvait pas être atteint avec les lasers disponibles ; d’autre part, jusqu’alors, les vols étaient brutalement interrompus lorsque la chambre de combustion en aluminium se mettait à fondre et partait en morceaux (sous l’effet du laser, le carburant se transforme en boule de plasma dont le cœur est porté à plus de 20 000 K, soit environ 3 fois la température superficielle du soleil). D’où l’idée d’introduire un combustible (du plastique, en l’occurrence) qui vient absorber une partie de l’énergie du laser en s’ablatant et dont l’éjection par la tuyère vient fournir un supplément de poussée.
Ces améliorations apportées, le record d’altitude put être porté à plus de 70 mètres par ce prototype et la chambre de combustion conserva son intégrité lors du vol (les expertises après vol ne révélèrent aucun signe de fatigue et aucune contamination de l’optique par le matériau ablaté). Deux semaines et cinq mille dollars avaient suffi à la construction de cinq prototypes.

#### Système au sol
Le Laser. Les records de vol ont été établis avec un laser CO2 de 10 kW, nommé PLVTS situé au HELSTF du White Sands Missile Range. Le laser est utilisé à 25 pulsations par seconde avec une durée de pulsation de 18 µs.
L’optique. Trois télescopes différents ont été utilisés pour ces tests : un pour le décollage, un pour la transition et le troisième, le Field Test Telescope (FTT) de 50 cm de diamètre, pour les altitudes opérationnelles.

#### Essais en vol
Le tableau suivant présente la série d’essais effectués jusqu’à présent avec le Lightcraft :
Trajectoire. Les trajectoires ont été restituées à l’aide des vidéos et d’un théodolite. La trajectoire standard est présentée ci-dessous.

#### Résultats
Conversion d’énergie. Les simulations numériques s’appuyant sur les résultats d’après vol montrent que 25 % de l’énergie du laser est transformée en énergie cinétique, soit un coefficient de couplage de 0,25.

Les impulsions latérales ramènent le véhicule à sa position d'origine

Mouvement de giration autour de l'axe laser

Stabilité. Les déplacements latéraux et les mouvements orbitaux du véhicule présentés ci-contre ont été reconstitués après vol. Ils démontrent la stabilité du véhicule sur sa trajectoire.
La forme géométrique de Lightcraft (qui est à l’origine de sa stabilité) a été trouvée par hasard après de nombreux essais.
Ensuite, des comparaisons ont été établies entre le Lightcraft américain et le Lightcraft allemand. Ces études ont révélé l’importance de la forme du véhicule sur sa performance. Ainsi, le lightcraft allemand, en forme de cloche, a une meilleure efficacité de conversion que le Lightcraft américain aux formes plus élaborées.

### Laser-driven In-Tube Accelerator (LITA)
Ce concept de lanceur dérivé du Lightcraft a été initié par les japonais. Le véhicule est placé à l’intérieur d’un tube rempli d’un gaz dont la nature, la pression et la température sont parfaitement contrôlées : on obtient alors un « canon » contrôlé par laser. Ce système hybride à la croisée de la propulsion laser et du ram-accelerator s’appelle le LITA.
Dans le cas d’un système de mise en orbite, le canal constituant le LITA pourrait avoir plusieurs centaines de mètres de longueur et être installé à flanc de montagne (inconvénient du choix imposé de l’azimut).
L’avantage de ce système est son impulsion théorique supérieure aux propulseurs chimiques et aux autres systèmes par laser et l’effet de confinement du tube qui améliore l’efficacité de la poussée.

#### Principe de fonctionnement
Le système comprend un projectile (le véhicule), un tube d’accélération et le laser comme source d’énergie. Le projectile est placé dans le tube où la pression et la nature du gaz sont choisies pour avoir la performance voulue. Le rayon laser est transmis au projectile par l’avant. La forme de ce dernier est conçue afin d’avoir un chemin optique qui aboutisse à un point de focalisation. De cette façon, le laser se réfléchit sur le corps central puis sur l’anneau externe avant d’aboutir à l’arrière où il provoque la formation de plasma. Ce plasma détone et l’onde de choc créée produit l’impulsion nécessaire au mouvement du projectile.

#### Expérimentation
Le stade du démonstrateur fonctionnel n’a pas encore été atteint ; pour le moment des essais se font en laboratoire sur des tubes raccourcis avec un projectile à taille réduite. Les études se concentrent essentiellement sur la compréhension des interactions entre le laser, les parois du tube et du véhicule et le milieu plasmatique déformé par les ondes de chocs. En effet, à cause du confinement, ces interactions sont davantage cruciales pour les performances du véhicule que dans le cas du Lightcraft. Le principe de base du système d’expérimentation, tel que mis en place au Shock Wave Research Center de l’université de Tohoku est ci-après.
Le poids du véhicule réalisé est de 2,15 g.
Trois points sont analysés : la surpression derrière l’onde de détonation initiée par le laser, l’impulsion du véhicule et la structure de l’écoulement derrière le véhicule via un shadowgraph. Le projectile est changé en fonction du point étudié.
Ici la transmission du laser se fait par l’avant du véhicule (avec des multiples réflexions sur les parois du véhicule) : on évite ainsi les interférences entre le faisceau et le jet plasmatique à l’arrière. Mais il serait possible d’envoyer directement le laser à l’arrière du véhicule.
Simulations. En parallèle des études expérimentales, des codes de calcul sont développés pour analyser le transfert d’impulsion du gaz au véhicule. Le modèle s’appuie sur les équations d'Euler pour un écoulement axi-symétrique avec l’hypothèse d’un gaz parfait. Les effets de la viscosité sont négligés en comparaison des mécanismes de propulsion engendrés par les ondes de choc. Un terme de source de chaleur est ajouté pour prendre en compte l’apport d’énergie du laser.

### Micro-propulseurs
Certainement l’application des lasers à la propulsion spatiale la plus avancée, le micro-laser fait déjà l’objet de plusieurs brevets.

#### Principe de fonctionnement
Le micro-propulseur à plasma laser (MuLPT en anglais) a pour objectif le contrôle d'attitude et le maintien à poste de plates-formes de microsatellites.
Le système s’appuie sur les diodes laser multimodes 4 W disponibles dans le commerce (il n’y a donc pas de problème de nouvelles technologies à développer).
Le principe (cf. schéma ci-dessous) consiste à dérouler une bande constituée d’une couche de substrat transparent (qui sert de support) et d’une couche de combustible ; c’est le même principe que la cassette vidéo. Cette bande passe devant une diode laser dont le faisceau vient converger sur le combustible et le vaporise en un jet directionnel. L’impulsion spécifique obtenue va jusqu’à 1000 s avec un coefficient de couplage de 6 dyn/W.

Micropropulseur en mode transmission
Micropropulseur en mode réflexion

Le mode transmission permet de protéger l'optique des particules extérieures, alors que le mode réflexion augmente l'impulsion spécifique et le coefficient de couplage.
Ce système peut être alors adapté à un système de contrôle d’attitude de micro-satellites (d’une centaine de kg).
Le système est actuellement utilisé en mode « Transmission » afin de protéger le système optique du jet ablaté. Dans ce mode, la lentille focalise le faisceau laser en un point de diamètre 25 micromètres.
Les lasers peuvent fonctionner en mode continu ou pulsé.
La bande se déroule à une vitesse maximale de 12 mm/s (à l’aide d’un moteur à engrenages). Un moteur permet un mouvement transversal du laser, ce qui permet de changer de « piste » sur la bande.
Les matériaux utilisés pour le substrat transparent sont : l’acétate de cellulose, le PET et de la résine. Pour le combustible, plus d’une centaine de matériaux ont été utilisés, mais le meilleur reste le PVC.
Le micro-propulseur actuel a une impulsion spécifique de 650 s avec moins de 20 W de puissance électrique en entrée ; il contient 0,2 g de combustible.
Jet directionnel. Un des intérêts de ce type de moteur, c’est qu’il est possible de jouer sur la direction du jet. En effet, avec un laser continu, la vitesse de déroulement de la bande a un effet sur l’angle de sortie du jet ablaté. Donc, en jouant sur cette vitesse, il est possible de modifier la direction du jet. Pour avoir une direction parfaitement perpendiculaire par rapport à la bande, il faut alors passer en mode pulsé.

### Laser Orbital Transfert Vehicle (LOTV)
Dans le cadre des études de l’Advanced Space Propulsion Investigation Committee (ASPIC) a été retenu le projet de LOTV (Laser Orbital Transfert Vehicle) qui consiste à développer un moyen de transport d’orbite basse à orbite géostationnaire qui soit peu coûteux.

#### Système global
L’intérêt de la propulsion laser pour le transfert de la charge utile est d’avoir des impulsions spécifiques plus importantes qu’avec la propulsion chimique classique, avec une poussée telle que les temps de transit restent raisonnables.
Dans la configuration actuelle, le laser serait embarqué à bord d’un avion afin, d’une part, d’éviter que le faisceau traverse les zones les plus denses de l’atmosphère et, d’autre part, d’avoir un laser mobile.
Le faisceau ne serait pas transmis directement au LOTV mais par l’intermédiaire d’un réseau de miroirs qui assureraient la couverture de l’ensemble de la trajectoire du LOTV.

#### Le véhicule
Il serait propulsé par un moteur dit à « double pulsation » (double pulse en anglais).

##### La double pulsation
La double pulsation s’appuie sur un concept qui est très intéressant : le cycle à doubles pulsations. L’idée est qu’avec un laser pulsé classique, trop d’énergie est perdue dans la formation d’un plasma à haute énergie ; l’essentiel est dissipé à cause de l’ionisation et de la radiation.
Ainsi, il vaut mieux qu’une pulsation laser de moindre intensité soit émise en premier : elle vaporise le combustible. Une seconde pulsation, plus énergétique, est alors émise, pénètre sans être absorbée dans la couche de vapeur (qui reste à une pression de l’ordre de 1 bar) et vient se focaliser près de la surface du combustible formant une boule de plasma. Là, classiquement, des ondes de détonation se forment (LSD) et viennent réchauffer le nuage de vapeur qui se détend à son tour, ajoutant un surplus de poussée à celle provoquée par l’onde de choc plasma.

Étape 1 Faisceau de moindre puissance
Étape 2 Formation d'un nuage de vapeur de combustible
Étape 3 Faisceau de forte puissance: formation d'une boule de plasma entre la cible et le nuage de vapeur
Étape 4 L'onde de choc plasma vient réchauffer le nuage qui se détend – un phénomène de double poussée apparait

##### Description du véhicule
Il n’y a pas de chambre de combustion ; la tuyère sert à focaliser le faisceau au point d’injection du combustible et à former le plasma. L’intensité en ce point est de l’ordre de 107 W/cm2. La durée des pulsations doit laisser le temps à l’onde de détente de sortir de la tuyère.
L’optique est constituée d’un miroir de 4,5 mètres de diamètre pour le collecteur. Ce miroir est supporté par un coude articulé qui permet la correction permanente de l’orientation en fonction de l’attitude du véhicule.

#### Difficultés
- Éviter d'endommager l’optique (miroirs collecteurs et secondaires) avec l’énergie transportée en trouvant un compromis entre un faisceau trop large avec beaucoup de pertes et un faisceau trop concentré qui risque d'ablater le matériau
- Développer des systèmes optiques qui limitent les pertes en énergie : par exemple, des miroirs correcteurs supportés par des vérins qui modifient en permanence leur forme pour l’adapter au mieux à la structure du faisceau incident (une technique parfaitement bien maîtrisée sur le VLT, le super-télescope européen de 8 m de diamètre).

Finalement, ce concept semble l’un des plus intéressants. Il peut certainement être amélioré en plaçant le laser non pas sur un avion mais directement dans l’espace pour qu’il bénéficie de l’énergie solaire (pompage solaire). Le LOTV peut être un très bon complément d’un lanceur classique pour la mise et le maintien à poste. Il pourrait être utilisé aussi dans le cas du nettoyage des débris en orbite.